# Castle Crashers
Castle Crashers er et Xbox 360-spil, men kan også downloades til Playstation 3 (PS3) og computer. 
Du starter med de fire originale riddere: ild (orange), lyn (rød), is (blå) og gift (grøn). Man kan få nye riddere ved at downloade ting, klare spillet med ridderne eller vinde arena.
| computerspil | Spire Denne computerspilsrelaterede artikel er en spire som bør udbygges. Du er velkommen til at hjælpe Wikipedia ved at udvide den. |